# OR4N2
OR4N2 (англ. Olfactory receptor family 4 subfamily N member 2) – білок, який кодується однойменним геном, розташованим у людей на короткому плечі 14-ї хромосоми. Довжина поліпептидного ланцюга білка становить 307 амінокислот, а молекулярна маса — 34 721.
| 10         |  | 20         |  | 30         |  | 40         |  | 50         |
| ---------- |  | ---------- |  | ---------- |  | ---------- |  | ---------- |
| MESENRTVIR |  | EFILLGLTQS |  | QDIQLLVFVL |  | VLIFYFIILP |  | GNFLIIFTIK |
| SDPGLTAPLY |  | FFLGNLAFLD |  | ASYSFIVAPR |  | MLVDFLSAKK |  | IISYRGCITQ |
| LFFLHFLGGG |  | EGLLLVVMAF |  | DRYIAICRPL |  | HYPTVMNPRT |  | CYAMMLALWL |
| GGFVHSIIQV |  | VLILRLPFCG |  | PNQLDNFFCD |  | VPQVIKLACT |  | DTFVVELLMV |
| FNSGLMTLLC |  | FLGLLASYAV |  | ILCRIRGSSS |  | EAKNKAMSTC |  | ITHIIVIFFM |
| FGPGIFIYTR |  | PFRAFPADKV |  | VSLFHTVIFP |  | LLNPVIYTLR |  | NQEVKASMKK |
| VFNKHIA    |  |            |  |            |  |            |  |            |

A: Аланін

C: Цистеїн

D: Аспарагінова кислота

E: Глутамінова кислота

F: Фенілаланін

G: Гліцин

H: Гістидин

I: Ізолейцин

K: Лізин

L: Лейцин

M: Метіонін

N: Аспарагін

P: Пролін

Q: Глутамін

R: Аргінін

S: Серин

T: Треонін

V: Валін

W: Триптофан

Кодований геном білок за функціями належить до рецепторів, g-білокспряжених рецепторів, білків внутрішньоклітинного сигналінгу. 
Локалізований у клітинній мембрані, мембрані.